# Socialistická republika Srbsko
Socialistická republika Srbsko (zkráceně SR Srbsko; srbochorvatsky Socijalistička Republika Srbija, Социјалистичка Република Србија) byla socialistickou republikou, jež byla součástí Socialistické federativní republiky Jugoslávie. Součástí AVNOJské Jugoslávie se země stala v roce 1943. Socialistická republika Srbsko zanikla přijetím nové ústavy 28. září 1990, která z názvu státu vypustila adjektivum socialistická a která zrušila politickou autonomii Kosova a Vojvodiny. I Srbsko bez přídomku socialistické zůstalo součástí SFRJ, od dubna 1992 bylo Srbsko součástí Svazové republiky Jugoslávie.

## Vývoj názvu
- 1945–1946: Federální stát Srbsko jako součást Demokratické federativní Jugoslávie
- 1946–1963: Lidová republika Srbsko jako součást Federativní lidové republiky Jugoslávie
- 1963–1990: Socialistická republika Srbsko jako součást Socialistické federativní republiky Jugoslávie
- 1990–1992: Srbská republika (event. Republika Srbsko) jako součást Socialistické federativní republiky Jugoslávie

## Historie
V lednu 1946 vznikla Lidová republika Srbsko, po změně federální ústavy v roce 1963 je adjektivum lidová nahrazeno slůvkem socialistická. V druhé Jugoslávii, nejspíše z obavy ze silného Srbska, jsou na severu a jihu jeho území vytvořeny dvě autonomní oblasti – Kosovo a Vojvodina.
V rámci SFRJ se Srbsko (bez socialistických autonomních oblastí) z ekonomického hlediska řadilo mezi rozvinuté země, spolu se Slovinskem, Chorvatskem a Vojvodinou.
V září 1986 uveřejnil bělehradský deník Večernije novosti výňatky z nacionalisticky podbarveného Memoranda SANU.
V lednu 1988 iniciuje Předsednictvo SR Srbsko, jehož vedení opustil po osmém zasedání ústředního výboru republikového Svazu komunistů v září 1987 Ivan Stambolić, přípravu ústavních změn omezující pravomoci socialistických autonomních oblastí. Ve stejné době probíhá takzvaná Protibyrokratická revoluce, v níž srbské vedení využívá hospodářských těžkostí ve snaze oslabit postavení vedení Vojvodiny a Kosova.
Ústavní dodatky vedoucí k oslabení pozic autonomních oblastí schválila shromáždění Vojvodiny i Kosova v březnu 1989. Bělehrad poté nahrazuje delegáty autonomních oblastí v orgánech federace a strany svými lidmi.
Republikové ústavy pocházejí z let 1946, 1963 a 1974. Období od ledna 1988 do března 1989 bývá nazýváno jako období ústavních reforem, při nichž bylo přijato čtyřicet dodatků k ústavě z roku 1974.
5. července 1990 rozpustil srbský parlament parlament autonomní oblasti Kosovo, neboť ten se o několik dní dříve pokusil vyhlásit samostatnou svazovou republiku.
V září 1990 schválil srbský parlament novou ústavu, kterou bylo z názvu republiky vyňato slůvko socialistická. Od tohoto data doposud existuje Republika Srbsko, která až do roku 2006 sdílela své osudy s Černou Horou.

## Politika
Politickou hegemonii zde jako ve zbytku federace měla Komunistická strana, respektive Svaz komunistů Srbska. Fakticky byla činnost opozice povolena v únoru 1990. V červenci 1990 se republikový Svaz komunistů transformoval do Socialistické strany Srbska.
V čele státu je po roce 1974, po vzoru federálního Předsednictva, Předsednictvo SR Srbsko.